# Contea di Wayne (Utah)
La contea di Wayne, in inglese Wayne County, è una contea dello Stato dello Utah, negli Stati Uniti. Aveva una popolazione di 2 509 abitanti (2000). Il capoluogo è Loa.

## Geografia fisica
La contea di Wayne è posta nella parte centro-meridionale dello Utah e ha una superficie complessiva di 6388 km².
Il territorio fa parte dell'altopiano del Colorado ed è delimitato a est dal corso del Green River. La parte occidentale è montuosa e ricoperta da foreste. È attraversata dal fiume Fremont, lungo il quale si trovano i principali centri abitati e la cui valle divide i massicci di Thousand Lake Mountain e Boulder Mountain. Una piega della crosta terrestre, chiamata Waterpocket Fold attraversa l'intera contea in direzione nord-sud e divide la zona occidentale dalla parte desertica orientale. La regione centrale è occupata dalla sezione meridionale del Deserto di San Rafael. È attraversata dal fiume Dirty Devil che scorre in direzione nord-sud e raccoglie le acque del fiume Fremont, che attraversa la regione lungo la direzione ovest-est. La parte occidentale della contea è desertica e solcata da numerosi canyon nel bacino del Green River.

### Contee confinanti
- Contea di Emery - nord
- Contea di Grand - est
- Contea di San Juan - sud-est
- Contea di Garfield - sud
- Contea di Piute - ovest
- Contea di Sevier - nord-ovest

### Parchi e riserve naturali

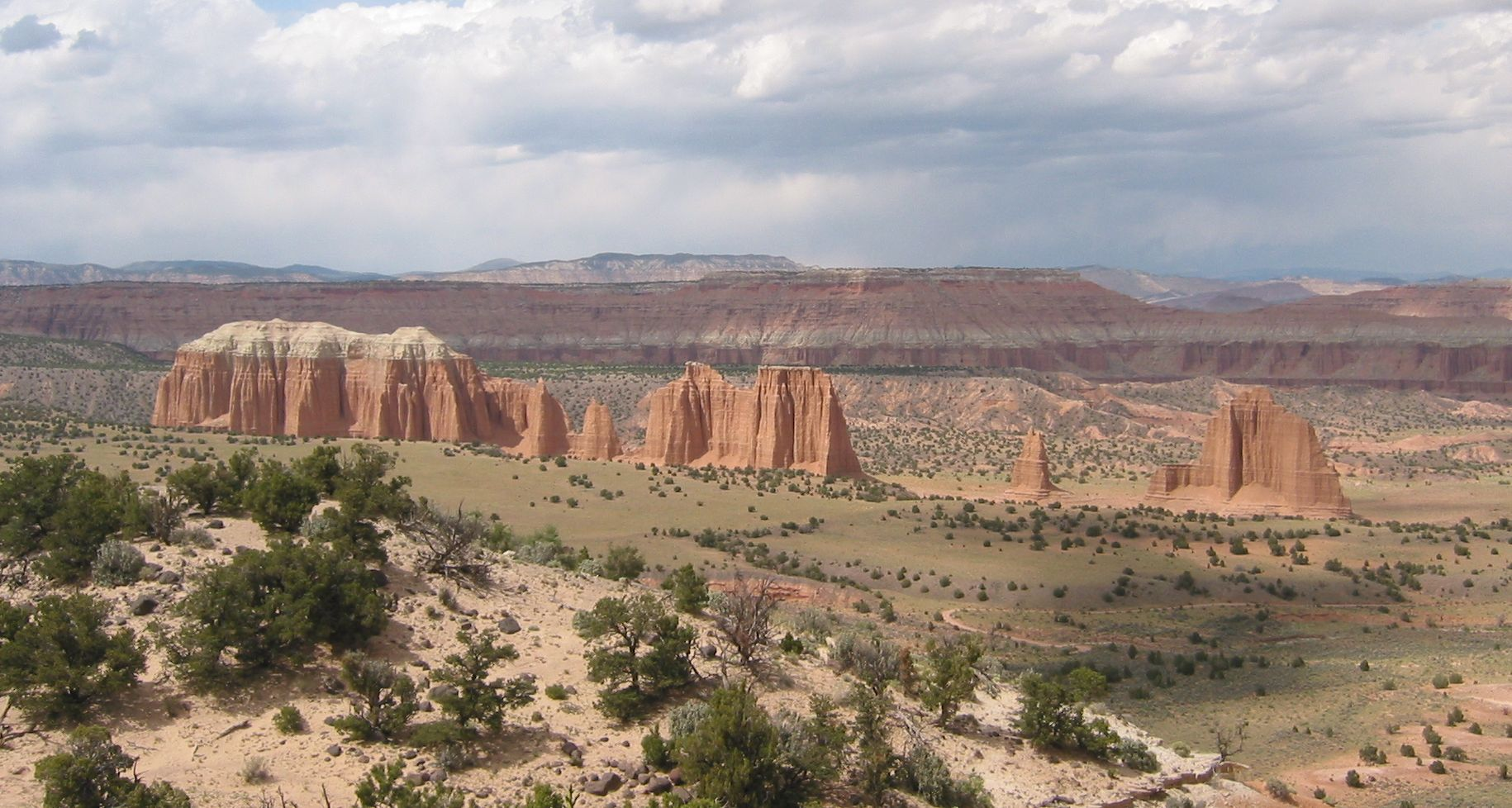
La Cathedral Valley, Parco nazionale di Capitol Reef

La contea di Wayne comprende due parchi nazionali, la foresta nazionale di Dixie e la riserva del Glen Canyon.
La foresta nazionale di Dixie si estende nella parte sudoccidentale della contea e comprende il massiccio di Boulder Mountain.
Il Parco nazionale di Capitol Reef occupa la parte centrale dello Stato, lungo il Waterpocket Fold. La regione è una ampia area desertica solcata da canyon e disseminata di formazioni di arenaria di diverse colorazioni che fenomeni erosivi hanno modellato in picchi, guglie e cupole di roccia.

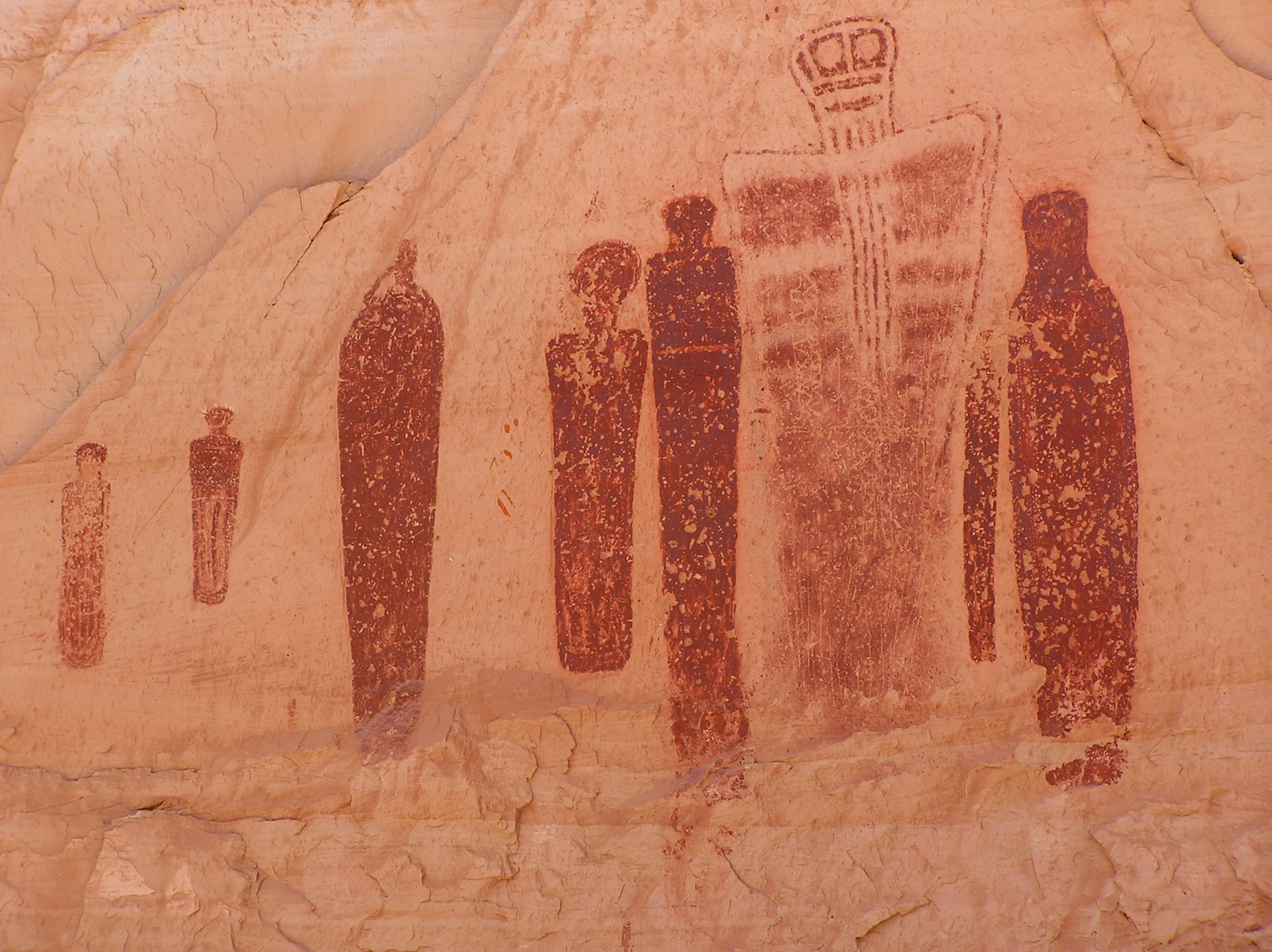
Pitture rupestri, Parco nazionale di Canyonlands

Il Parco nazionale di Canyonlands si trova lungo il confine orientale della regione lungo il corso del Green River. Sono comprese nella contea di Wayne due aree del parco: il distretto di The Maze ("il labirinto") e l'Horseshoe Canyon. Il distretto di The Maze è la sezione più remota del parco ed è costituita da un articolato sistema di canyon con pareti e picchi di arenaria di diversa colorazione. L'Horseshoe Canyon è noto per le testimonianze archeologiche di età preistorica e le pitture e le incisioni rupestri risalenti in prevalenza ad un periodo compreso tra il 2000 a.C. e il 500 d.C. Uno dei punti più interessanti per abbondanza, qualità e stato di conservazione di pitture e le incisioni rupestri è denominato Grande Galleria (in inglese Great Gallery).
La parte settentrionale della Glen Canyon National Recreation Area occupa un'ampia porzione di territorio ad ovest del Parco nazionale delle Canyonlands.

## Storia
La presenza umana nella regione risale all'età preistorica. Le testimonianze archeologiche, pitture e le incisioni rupestri, rinvenute nella contea di Wayne, risalgono ad un'epoca compresa tra il 6300 a.C. e il 500 d.C. e sono attribuite a popolazioni appartenenti alla cultura arcaica del deserto e alla Cultura di Fremont. La regione fece parte del territorio dei nativi Ute. I primi insediamenti di coloni di origine europea furono realizzati solo a partire dal 1880. La contea fu costituita nel 1892. La contea deve il proprio nome a Wayne Robinson, figlio di Willis E. Robinson, delegato per la contea all'Assemblea Costituente dello Utah nel 1895.

## Comuni

### Towns
- Bicknell
- Hanksville
- Loa (capoluogo)
- Lyman
- Torrey

### Census-designated places
- Fremont
- Teasdale